# MU Canis Majoris
Ne doit pas être confondu avec Mu Canis Majoris.
Désignations
MU Canis Majoris (MU CMa), également désignée comme HD 56847, est une étoile variable située dans la constellation du Grand Chien.

## Environnement stellaire
D'après les mesures de parallaxe réalisées par le satellite Gaia, MU Canis Majoris serait située à environ 2 840 pc (∼9 260 al) du Soleil. Elle s'éloigne du système solaire avec une vitesse radiale de +21 km/s. Elle apparaît être l'étoile la plus brillante de l'amas ouvert NGC 2360, bien qu'elle semble ne pas en faire partie. La parallaxe moyenne de l'amas déterminée par Gaia est de 0,90 mas, ce qui est effectivement supérieur à la parallaxe mesurée de l'étoile en elle-même (0,35 mas) et place donc l'amas ouvert plus près de la Terre que MU Canis Majoris.

## Propriétés
MU Canis Majoris est classée soit comme une étoile supergéante bleue de type spectral B5Ib, soit comme une étoile géante bleue de type B7III. Sa classe de luminosité a d'ailleurs été remarquée comme étant « incertaine » par Morgan et al. en 1955 ou par Hiltner en 1956. Elle serait âgée d'environ 28 millions d'années, cependant la marge d'erreur associée à cette valeur donnée par Tetzlaff et ses collaborateurs est très importante. Il s'agit d'une étoile Be, qui présente des raies d'émission dans son spectre. Elle est 3,7 fois plus massive que le Soleil et sa température effective est de 8 113 K.
MU Canis Majoris est une étoile variable de type Alpha Cygni dont la magnitude apparente varie légèrement entre 8,94 et 9,04. Elle n'est donc pas visible à l’œil nu mais demeure faiblement visible avec des jumelles.